# Guido (nombre)
Guido es un nombre propio masculino de origen germano en su variante en español. Procede del antiguo germánico Wido, de wid, «selva, bosque».

## Santoral
12 de septiembre: San Guido, peregrino de Anderlecht.
| Variantes en otras lenguas | Variantes en otras lenguas |
| -------------------------- | -------------------------- |
| Español                    | Guido                      |
| Alemán                     | Guido                      |
| Catalán                    | Guiu                       |
| Checo                      | Kvido                      |
| Esloveno                   | Gvido                      |
| Esperanto                  | Guido                      |
| Francés                    | Guy                        |
| Húngaro                    | Gujdó                      |
| Inglés                     | Guy                        |
| Italiano                   | Guido                      |
| Latín                      | Guido                      |
| Lituano                    | Gvidas                     |
| Neerlandés                 | Guido                      |
| Polaco                     | Gwidon                     |
| Portugués                  | Guido                      |
| Ruso                       | Гвидо (Gvido)              |

## Personalidades
- Guido de Arezzo
- Guido Cavalcanti
- Guido Reni
- Guido Gorgatti
- Guido Messina
- Guido Molinari
- Guido van Rossum
- Guido Girardi
- Guido Kaczka
- Guido Massri
- Guido Falaschi